# Хелголанд
Хелголанд је општина у немачкој савезној држави Шлезвиг-Холштајн. Једно је од 49 општинских средишта округа Пинеберг. Према процени из 2016. у општини је живјело 1.127 становника. Део немачке државе Шлезвиг-Холштајн од 1890. године, острва су историјски била у власништву Данске, затим су постала посед Уједињеног Краљевства од 1807. до 1890. године, и накратко су била окупирана од стране Британаца од 1945. до 1952. године.

## Географија
Хелголанд се налази у савезној држави Шлезвиг-Холштајн у округу Пинеберг. Општина се налази на надморској висини од 40 . Површина општине износи 4,2 2. Главно острво такође има мале плаже на северу и југу и пада до мора 50  високо на северу, западу и југозападу. У последњем, тло наставља да пада под воду до дубине од 56  испод нивоа мора. Најпознатија знаменитост Хелголанда је Висока Ана, самостојећи камени стуб, висок 47 , који се налази северозападно од самог острва.
Два острва су била повезана до 1720. године када је олујна поплава уништила пешчани спруд који их је повезивао. Највиша тачка је на главном острву и достиже 61  надморске висине.

## Међународна сарадња
| Мјесто          | Држава   | Врста сарадње | Од    |
| --------------- | -------- | ------------- | ----- |
| Мителштат а. С. | Аустрија | партнерство   | 1974. |
| Извор           |          |               |       |